# Bulletin du centre d'études médiévales d'Auxerre
Le Bulletin du Centre d'études médiévales d'Auxerre (BUCEMA) est une revue scientifique spécialisée dans l'étude du Moyen Âge sous différents aspects. Elle est éditée en collaboration entre le Centre d'études médiévales d'Auxerre (CEM Auxerre) et le laboratoire de recherche UMR 6298 ARTEHIS.

## Présentation
Le Bulletin du Centre d’études médiévales d'Auxerre (CEM) ou BUCEMA, créé en 1999, fait le point des activités de recherche des médiévistes — archéologues, historiens et historiens de l'art — d'ArTeHIS UMR 6298 (Archéologie, Terres, Histoires, Sociétés), regroupés dans le cadre de l'association Centre d'études médiévales Saint-Germain d'Auxerre. 
La revue se veut interdisciplinaire entre les sciences humaines et sociales, les sciences de la nature et les sciences mathématiques. Elle présente sous différentes formes (articles, notices, études, synthèses, essais bibliographiques et entretiens) les résultats des dernières campagnes de fouilles, des comptes rendus des rencontres organisées dans l'année et la programmation des réunions (colloques, tables rondes, ateliers…) à venir, des résumés de thèses et d'habilitations, les bilans intermédiaires et les nouveaux projets de recherche sur les domaines de l'archéologie, l'histoire de l'art et l'histoire. Elle publie également toute contribution s'intéressant à la Bourgogne médiévale et aux axes de recherche de l'équipe : l'archéologie du bâti, le milieu urbain, l'Église et la société, l'iconographie et l'historiographie. 
À partir de 2012, le BUCEMA subit un changement et devient un outil de communication et de diffusion de la recherche en cours afin de pouvoir mieux s'inscrire dans la communauté scientifique. Ce changement se marque par la mise en place d'un comité de lecture scientifique afin de faire valider la qualité scientifique des articles publiés. Mais il se marque aussi par une volonté d'ouverture à l'internationale avec l'acceptation d'articles dans différentes langues (anglais, allemand, espagnol, italien et portugais).
D'abord publiée à raison d'un numéro par an, depuis 2013 la revue fait l'objet d'une publication semestrielle. Portant aujourd'hui son catalogue à une quarantaine de numéros. Elle possède aussi trois collections : "Archéologie des églises de l'Yvonne", "Collection CBMA - Chartae Burgundiae Medii Aevi" et "Histoire de l'art & Anthropologie". Enfin, depuis 2008 des numéros dits "Hors-série" sont également commencé à être publié publiés.
Jusqu'en 2011, Le Bulletin du centre d'études médiévales d'Auxerre était publié et diffuser en version papier. Depuis 2006, la revue est disponible en accès ouvert, sur le portail OpenEdition Journals, et est propulsée par Lodel. Renforçant ainsi la volonté de la revue de s'inscrire dans la science ouverte.